# Parallelia amygdaloides
Parallelia amygdaloides är en fjärilsart som beskrevs av Embrik Strand 1920. Parallelia amygdaloides ingår i släktet Parallelia och familjen nattflyn. Inga underarter finns listade i Catalogue of Life.